# Om Namaha Śiwaja

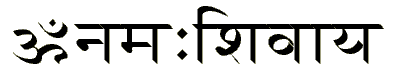
Aum Namah Śivāya mantra

Om Namah Śiwaja (dewanagari ॐ नमः शिवाय, transliteracja Aum Namah Śivāya) – hinduistyczna mantra, ku czci Boga Śiwy. Jej nazwa to pańćakszaramantra.
Oznacza ona dosłownie Pokłon Tobie Śiwo.